# جيمس ليرمونث جووانز
السير جيمس ليرمونث جووانز، CBE FRS FRCP (من مواليد 7 مايو 1924) هو طبيب بريطاني وعالم مناعة. في عام 1945 أثناء دراسته للطب في مستشفى كينجز كوليدج، ساعد في معسكر الاعتقال في Bergen-Belsen كطالب طبي طوعي.
ولد جووانز في شيفيلد، إنجلترا. تخرج من كلية الطب عام 1947 من مستشفى كينجز كوليدج، ثم في عام 1948 حصل على شهادة في علم وظائف الأعضاء من جامعة أكسفورد، ثم حصل على الدكتوراه. مع هوارد فلوري في مدرسة السير ويليام دن لعلم الأمراض في أكسفورد على الخلايا اللمفاوية. ثم أصبح أستاذًا في علم الأمراض التجريبي في جامعة أكسفورد. في عام 1977، ترك عمله البحثي لمدة عشر سنوات ليصبح أمينًا لمجلس البحوث الطبية. شغل منصب الأمين العام لبرنامج علوم الحدود الإنسانية في عام 1989.